# Szijártóháza, Zala
Szijártóháza  este un sat în districtul Lent, județul Zala, Ungaria, având o populație de 23 de locuitori (2011). 

## Demografie
Componența etnică a satului Szijártóháza
     Maghiari (100%)
Componența confesională a satului Szijártóháza
     Romano-catolici (69,57%)
     Reformați (17,39%)
     Necunoscută (13,04%)
Conform recensământului din 2011, satul Szijártóháza avea 23 de locuitori. Din punct de vedere etnic, majoritatea locuitorilor (100,0%) erau maghiari.  Din punct de vedere confesional, majoritatea locuitorilor (69,57%) erau romano-catolici, cu o minoritate de reformați (17,39%). Pentru 13,04% din locuitori nu este cunoscută apartenența confesională.